# Sociedad Deportiva Compostela
 (mai 2012).
 (mai 2012).
Maillots
La SD Compostelle (Sociedade Deportiva Compostela en espagnol) est un club de football espagnol fondé par Ramón Castromil Casal en 1928 dont le siège se trouve à Saint-Jacques-de-Compostelle.
Le club évolue en Segunda Federación.

## Histoire
| \| Saint-Jacques-de-Compostelle \| Emplacement de · Saint-Jacques-de-Compostelle, · en Espagne. |
| Saint-Jacques-de-Compostelle                                                                    |

Historique
En 1928, plusieurs étudiants de Saint-Jacques-de-Compostelle fondent le Compostela Football Club sous la direction de Ramón Castromil Casal. L'équipe de Compostelle évolue en Serie B, la ligue régionale galicienne, jusqu'au début de la guerre civile espagnole. Les matchs étaient joués sur l'ancien terrain A Choupana de Santa Isabel, où des joueurs comme Pachuco, Jesús Porto, les frères Pombo, Ramón Castromil lui-même et le futur fondateur du club, Elisardo García, étaient quelques-uns des meilleurs joueurs de l'« Esedé » d'avant-guerre.
Au début des années 1940, Ramón Castromil essaye de relancer le club mais se heurte aux difficultés de la période d'après-guerre. L'hôpital Gil Casares est construit à la place de l'ancien stade. À cette époque, un décret de l'État interdisant l'utilisation de mots étrangers force à changer le nom du club en Compostela Club de Fútbol, devenu connu sous le nom de Club Compostela. Enfin, le club est dépassé en importance en 1946 par le Club Deportivo Santiago, anciennement Racing Club San Lorenzo, et finit par disparaître au détriment de ce dernier et du Club Arenal.
Fondation
Avec la disparition du Club Santiago lors de la saison 1961-62, et avec le peu d'intérêt que le Club Arenal apportait à la ville de Santiago, plusieurs anciens membres du Club Compostela disparu décident de fonder une nouvelle entité le 26 juin 1962, dans les divisions régionales de Galice, sous le nom de Sociedad Recreativa Compostela. Le 28 octobre de la même année, le Club Arenal fusionne avec la S. R. Compostela, renommant le club Sociedad Deportiva Compostela et le Club Arenal devient une équipe subsidiaire. Après plusieurs années en troisième division, le club est promu en deuxième division « B » lors de la saison 1977-78.
Promotion en deuxième division
En 1990, le club subit une restructuration majeure avec l'arrivée d'un nouveau propriétaire, José María Caneda, et la signature d'un nouvel entraîneur, Fernando Castro Santos. En 1989-90, le club retourne en deuxième division B après avoir terminé troisième de la saison régulière et premier du groupe de promotion, battant d'autres rivaux du groupe tels qu'Alcoyano, le Club Deportivo Badajoz et Alavés.
L'équipe est restée en deuxième division pendant trois saisons, jusqu'en 1993-94, où elle a terminé troisième et a pu disputer le barrage de promotion en première division contre le Rayo Vallecano. Après deux matchs nuls, un troisième match a dû être disputé sur terrain neutre (le stade Carlos Tartiere d'Oviedo), qui s'est soldé par une victoire 3-1 de Compostela, avec des buts d'Ohen (2) et de José. L'équipe de départ qui a remporté la promotion en Primera était composée de Iru, Modesto II, Tocornal, Modesto I, Bellido, Bodelón, Abadía, Fabiano, Lucas, Ohen et Suso Moure. Cette défaite a été un coup dur pour leurs adversaires, le Rayo, avec en plus le départ de leur joueur vedette et « dernier » espoir, Hugo Sánchez.
Passage dans l'élite
Le club a joué en première division espagnole pendant quatre saisons consécutives, de 1994 à 1998. Après 7 ans de Fernando Castro Santos comme entraîneur de Compostela, l'équipe a signé Fernando Vázquez pour la saison 1995-96. Cette même année, l'équipe a connu sa meilleure saison, terminant deuxième de la saison d'hiver derrière l'Atlético à la fin du premier tour, et terminant dixième de ce qui allait être sa meilleure saison. L'équipe est restée en place pendant trois saisons supplémentaires, jusqu'à ce qu'elle termine en mauvaise position lors de la saison 1997-98 et soit reléguée en deuxième division après avoir perdu le barrage de promotion contre Villarreal sur des buts marqués à l'extérieur (0-0 à El Madrigal et 1-1 à San Lázaro).
Après la relégation en deuxième division, José María Caneda considère cette relégation comme une saison de transition et tente de faire remonter le club. Il ne lésine pas sur les moyens en conservant une grande partie de l'effectif précédent et en recrutant d'autres grands noms, comme les internationaux Nando et Radchenko. Cependant, le club termine à la huitième place et les dettes commencent à s'accumuler. Les saisons suivantes, l'équipe est en difficulté au classement et est reléguée en Segunda B. Dans cette division, la même erreur est commise. Dans cette division, la même erreur est commise, à savoir conserver l'effectif de l'année précédente avec les mêmes salaires, et les dettes de l'équipe augmentent au point d'entraîner des complications de paiement. Malgré cela, l'équipe a terminé troisième en 2001-2002 et a battu Mérida UD, Valencia B et Barcelona B lors des barrages de promotion.
La dernière saison de l'équipe dans l'élite professionnelle a été 2002-2003, la saison de son retour en deuxième division. L'équipe, entraînée par Luis Ángel Duque, a terminé à la neuvième place malgré le fait que les joueurs n'aient pas été payés pendant toute la saison. Le non-paiement des dettes envers les joueurs s'est aggravé lorsqu'un juge, à deux jours de la date limite d'inscription pour le maintien en deuxième division, a ordonné au propriétaire Caneda de ne pas payer. Le propriétaire Caneda ne paie pas et l'équipe est reléguée en Segunda B au profit du CD Leganés. Un an plus tard, le départ des joueurs qui n'ont pas reçu les dettes laisse l'équipe à court d'effectif dans une année où le club est sur le point de disparaître.
Liquidation
SD Compostela a terminé la saison 2003-2004 à l'avant-dernière place du groupe II de la Segunda B, ce qui l'obligeait à commencer la saison 2004-2005 en troisième division, mais le non-paiement de dettes, estimées à plus d'un milliard de pesetas, envers des joueurs et des entreprises a entraîné une relégation automatique en Preferente Regional. Cette année-là, l'assemblée générale des actionnaires a approuvé la liquidation du club, malgré l'opposition de certains membres et de l'ancien président, José María Caneda. Le processus s'est achevé à l'été 2007, avec la vente aux enchères publiques de tous les actifs de l'équipe, suivie de la vente directe des actifs restants, au cours de laquelle l'ancien président José Albarrán a payé 61 000 euros pour tous les trophées remportés par le club au cours de ses plus de 40 ans d'histoire.

## Identité

### Logos

Ancien logo (jusqu'en 2012)
Logo jusqu'en 2015.
Logo depuis 2015.

## Stade
Le stade polyvalent Estadio Municipal Verónica Boquete de San Lázaro a une capacité de 16 666 spectateurs, une herbe naturelle et des dimensions de 105x68. Situé dans l'Avenue de Fernando Casas Novoa en Espagne, il est inauguré en 1993.

## Anciens joueurs
- Franck Passi
- Stéphane Pignol
- Jean-François Hernandez
- Luboslav Penev
- Dmitri Radchenko
- Saïd Chiba
- Christopher Ohen
- William

## Saisons
| Primera División   | 4  |
| Segunda División   | 7  |
| Segunda División B | 11 |
| Tercera División   | 18 |

## Palmarès
- Champion de la Tercera División :

1963-1964, 1979-1980, 1989-1990, 2008-2009